# 24988 Alainmilsztajn
24988 Alainmilsztajn (tên chỉ định: 1998 MM2) là một tiểu hành tinh vành đai chính. Nó được khám phá thông qua Khảo sát tiểu hành tinh OCA-DLR ở Caussols, Alpes-Maritimes, Pháp ngày 19 tháng 6 năm 1998. Nó được đặt theo tên Alain Milsztajn, nhà vật lý và nhà thiên văn học Pháp.